# Томах Олександр Олександрович (футболіст, 1993)
Олександр Олександрович Томах (нар. 17 січня 1993, Запоріжжя, Україна) — український футболіст, захисник.

## Життєпис
Олександр Томах народився у футбольній родині. Його прадід, дід та батько також були футболістами. Вихованець запорізького «Динамо», у 2008 році перейшов до молодіжної академії донецького «Шахтаря». У 2010 році підписав контракт з представником української Прем'єр-ліги ФК «Арсенал» (Київ). Проте за першу команду канонірів не зіграв жодного офіційного поєдинку, виступав виключно за дубль киян (26 матчів). Напередодні старту сезону 2011/12 років перейшов до «Чорноморця-2», у складі якого в Другій лізі зіграв 15 матчів (1 гол). Під час зимової перерви сезону 2011/12 років опинився в «УкрАгроКомі». Дебютував у футболці головківського клубу 22 квітня 2012 року в програному (1:2) домашньому поєдинку 20-о туру групи А Другої ліги проти ПФК «Суми». Олександр вийшов на поле на 60-й хвилині, замінивши Антона Бахуринського, а на 90+5-й хвилині отримав жовту картку. У другій частині сезону 2011/12 років зіграв 3 матчі в Другій лізі. Наступний сезон також розпочав в «УкрАгроКомі», зіграв за головківську команду в 1 поєдинку кубку України, а наприкінці березня 2013 року перейшов у ФК «Одеса». У складі «городян» зіграв 10 матчів у Першій лізі України.
У січні 2014 року підписав 1,5-річний контракт з хорватським клубом «Істра 1961». Проте дебютувати за першу команду так і не зумів й незабаром залишив команду. Спочатку виступав в оренді в Третій лізі Хорватії за «Ровінь» з однойменного міста. За цю команду зіграв 15 матчів. А вже наступного року підписав повноцінний контракт з представником Другої ліги Хорватії «Дугополє». Однак у новій команді не зіграв жодного матчу за першу команду й незабаром залишив розташування клубу. У 2015 році відіграв сезон у клубі «Торонто Атомік» з Канадської ліги сокеру.